# بخش لاخیم‌پور
بخش لاخیم‌پور (به انگلیسی: Lakhimpur district) یک منطقهٔ مسکونی در هند است که در Upper Assam واقع شده‌است. بخش لاخیم‌پور ۲٬۲۷۷ کیلومتر مربع مساحت و ۱٬۰۴۲٬۱۳۷ نفر جمعیت دارد.